# Lijst van ambassadeurs van China in Suriname
Deze lijst van ambassadeurs van China in Suriname is een overzicht van de officiële vertegenwoordigers van Chinese regering in de Surinaamse hoofdstad Paramaribo. De diplomatieke betrekkingen tussen beide landen gingen van start op 28 mei 1976.

## Lijst van ambassadeurs
| Geloofsbrief      | Einde termijn  | Ambassadeur    | Opmerking          |
| ----------------- | -------------- | -------------- | ------------------ |
| 28 mei 1976       |                | Wang JinChuan  |                    |
| juli 1977         | juni 1983      | Li Chao        |                    |
| september 1983    | november 1987  | Yan Hongliang  |                    |
| december 1987     | september 1991 | Shen Zhihuan   |                    |
| oktober 1991      | september 1994 | Tang Baisheng  |                    |
| oktober 1994      | maart 1997     | Zhou Xingxing  |                    |
| maart 1996        | januari 2001   | Li Jianying    |                    |
| februari 2001     | augustus 2003  | Hu Shouqin     |                    |
| oktober 2003      | augustus 2006  | Chen Jinghua   |                    |
| september 2006    | juli 2009      | Su Ge          |                    |
| augustus 2009     | februari 2013  | Yuan Nansheng  |                    |
| maart 2013        | april 2016     | Yang Zigang    |                    |
| mei 2016          | juli 2018      | Zhang Jinxiong | spreekt Nederlands |
| 14 september 2018 | 8 juni 2021    | Liu Quan       |                    |
| 23 augustus 2021  | juli 2024      | Han Jing       |                    |
| 4 november 2024   |                | Lin Ji         |                    |